# Operacija Teufel III
Operacija Teufel III bila je operacija njemačko-domobranskih snaga protiv četničkih snaga na planini Ozren u travnju 1943. godine. Usprkos potpisivanju primirja i suradnje s njemačkim snagama i vlastima NDH 1942., ozrenski četnici nastavili su povremeno vršiti sabotaže na željezničkim prugama Bosanski Brod – Doboj – Sarajevo i Doboj – Tuzla. Iz tog razloga je zapovjednik njemačkih snaga u NDH general Rudolf Lüters donio odluku o djelomičnom razoružavanju četnika. Nakon bitke ozrenski i zenički četnici su natjerani predati veći dio svog oružja i omogućiti nesmetan prolaz njemačkim i hrvatskim snagama preko svog područja.